# عورة (دوعن)

'

تعديل مصدري - تعديل

عورة هي إحدى قرى عزلة صيف بمديرية دوعن التابعة لمحافظة حضرموت، بلغ تعداد سكانها 400 نسمة حسب تعداد اليمن لعام 2004.